# Prefectura autónoma de la República Popular China
Una prefectura autónoma de China (en chino simplificado, 自治州; pinyin, Zìzhìzhōu) es una división administrativa de la República Popular China que se sitúa, en la estructura político-administrativa, en el nivel de división prefectural, por debajo del nivel provincial y por encima del nivel condado. Es también una zona autónoma étnica de segundo nivel, ya que en China las zonas autónomas étnicas se organizan en tres niveles: región autónoma, prefectura autónoma y condado autónomo. En marzo de 2011 existen 30 prefecturas autónomas. Después de la fundación de la República Popular China, el gobierno chino promovió activamente la autonomía regional en todas aquellas áreas en que residían minorías étnicas. En 1947, se creó en Mongolia Interior la primera zona étnica autónoma a nivel provincial, la región autónoma de Mongolia Interior, donde aún hoy reside en su mayoría el pueblo mongol. Actualmente, cuarenta y cuatro de las cincuenta y cinco minorías étnicas chinas tienen sus zonas autónomas, en las que reside el 71% de la población de todas las minorías étnicas.
Las prefecturas autónomas son prefecturas que tienen más del 50% de su población de minorías étnicas o aquellas en las que históricamente han residido algunas minorías significativas. Todas las prefecturas autónomas, sin embargo, son mayoritariamente pobladas por chinos de la etnia han. El nombre oficial de la prefectura autónoma incluye el nombre de la minoría mayoritaria en la región, y en 10 de los casos, dos minorías (por ejemplo, la prefectura autónoma tibetana y qiang de Ngawa).
Las zonas autónomas son reconocidas en la Constitución de la República Popular China y nominalmente se le asigna un número de derechos que no se conceden a otras divisiones administrativas. El grado real de autonomía de estas áreas se cuestiona y ello se debe a que aunque su autoridad recae en la Constitución, la Ley de Autonomía Regional de las Minorías Étnicas, aprobada en 1984, establece que los líderes deben obtener la aprobación previa de la Asamblea Popular Nacional para aprobar legislación. Según establece la Constitución, las prefecturas autónomas, como zona autónoma étnica, no pueden ser abolidas.
Como las restantes divisiones de nivel de prefectura, las prefecturas autónomas se dividen en divisiones a nivel de condado, con la excepción de la prefectura autónoma kazaja de Ili, que a su vez se organiza en dos prefecturas propiamente dichas.

## Prefecturas autónomas
| Pob. | Área | Nombre                                         | Chino simplificado     | Pinyin                              | Minoría(s) designada(s) | Población (2000) | Área (km²) | Capital             | Provincia o región autónoma |
| 13   | 30   | Prefectura autónoma hui de Linxia              | 临夏回族自治州         | Línxià Huízú Zìzhìzhōu              | Hui                     | 1 907 900        | 8169       | Linxia              | Gansu                       |
| 20   | 13   | Prefectura autónoma tibetana de Gannan         | 甘南藏族自治州         | Gānnán Zàngzú Zìzhìzhōu             | Tibetana                | 640 106          | 40 898     | Hezuo               | Gansu                       |
| 04   | 17   | Prefectura autónoma miao y dong de Qiandongnan | 黔东南苗族侗族自治州   | Qiándōngnán Miáozú Dòngzú Zìzhìzhōu | Dong y miao             | 3 844 697        | 30 339     | Kaili               | Guizhou                     |
| 07   | 20   | Prefectura autónoma buyei y miao de Qiannan    | 黔南布依族苗族自治州   | Qiánnán Bùyīzú Miáozú Zìzhìzhōu     | Buyei y miao            | 3 569 847        | 26 207     | Duyun               | Guizhou                     |
| 10   | 26   | Prefectura autónoma buyei y miao de Qianxinan  | 黔西南布依族苗族自治州 | Qiánxīnán Bùyīzú Miáozú Zìzhìzhōu   | Buyei y miao            | 3 059 400        | 16 804     | Xingyi              | Guizhou                     |
| 05   | 22   | Prefectura autónoma tujia y miao de Enshi      | 恩施土家族苗族自治州   | Ēnshī Tǔjiāzú Miáozú Zìzhìzhōu      | Miao y tujia            | 3 800 000        | 24 000     | Enshi               | Hubei                       |
| 06   | 27   | Prefectura autónoma tujia y miao de Xiangxi    | 湘西土家族苗族自治州   | Xiāngxī Tǔjiāzú Miáozú Zìzhìzhōu    | Miao y tujia            | 3 650 000        | 15 486     | Jishou              | Hunan                       |
| 12   | 12   | Prefectura autónoma coreana de Yanbian         | 延边朝鲜族自治州       | Yánbiān Cháoxiǎnzú Zìzhìzhōu        | Coreana                 | 2 209 646        | 43 559     | Yanji               | Jilin                       |
| 28   | 14   | Prefectura autónoma tibetana de Haibei         | 海北藏族自治州         | Hǎiběi Zàngzú Zìzhìzhōu             | Tibetana                | 258 922          | 39 354     | Condado de Haiyan   | Qinghai                     |
| 24   | 11   | Prefectura autónoma tibetana de Hainan         | 海南藏族自治州         | Hǎinán Zàngzú Zìzhìzhōu             | Tibetana                | 375 426          | 45 895     | Condado de Gonghe   | Qinghai                     |
| 29   | 25   | Prefectura autónoma tibetana de Huangnan       | 黄南藏族自治州         | Huángnán Zàngzú Zìzhìzhōu           | Tibetana                | 214 642          | 17 921     | Condado de Tongren  | Qinghai                     |
| 30   | 08   | Prefectura autónoma tibetana de Golog          | 果洛藏族自治州         | Guǒluò Zàngzú Zìzhìzhōu             | Tibetana                | 137 940          | 76 312     | Condado de Maqên    | Qinghai                     |
| 27   | 04   | Prefectura autónoma tibetana de Yushu          | 玉树藏族自治州         | Yùshù Zàngzú Zìzhìzhōu              | Tibetana                | 262 661          | 188 794    | Condado de Gyêgu    | Qinghai                     |
| 26   | 02   | Prefectura autónoma mongol y tibetana de Haixi | 海西蒙古族藏族自治州   | Hǎixī Měnggǔzú Zàngzú Zìzhìzhōu     | Mongol y tibetana       | 332 094          | 325 785    | Delingha            | Qinghai                     |
| 19   | 06   | Prefectura autónoma tibetana y qiang de Ngawa  | 阿坝藏族羌族自治州     | Ābà Zàngzú Qiāngzú Zìzhìzhōu        | Qiang y tibetana        | 874 000          | 83 201     | Barkam              | Sichuan                     |
| 18   | 05   | Prefectura autónoma tibetana de Garzê          | 甘孜藏族自治州         | Gānzī Zàngzú Zìzhìzhōu              | Tibetana                | 897 239          | 151 078    | Condado de Kangding | Sichuan                     |
| 01   | 10   | Prefectura autónoma yi de Liangshan            | 凉山彝族自治州         | Liángshān Yízú Zìzhìzhōu            | Yi                      | 4 730 400        | 60 423     | Xichang             | Sichuan                     |
| 23   | 09   | Prefectura autónoma kirguís de Kizilsu         | 克孜勒苏柯尔克孜自治州 | Kèzīlèsū Kē'ěrkèzī Zìzhìzhōu        | Kyrgyz                  | 439 688          | 69 112     | Artux               | Xinjiang                    |
| 22   | 21   | Prefectura autónoma mongol de Bortala          | 博尔塔拉蒙古自治州     | Bó'ěrtǎlā Měnggǔ Zìzhìzhōu          | Mongol                  | 450 000          | 24 895     | Bortala             | Xinjiang                    |
| 14   | 07   | Prefectura autónoma hui de Changji             | 昌吉回族自治州         | Chāngjí Huízú Zìzhìzhōu             | Hui                     | 1 503 097        | 77 129     | Changji             | Xinjiang                    |
| 16   | 01   | Prefectura autónoma mongol de Bayingolin       | 巴音郭楞蒙古自治州     | Bāyīnguōlèng Měnggǔ Zìzhìzhōu       | Mongol                  | 1 056 970        | 462 700    | Korla               | Xinjiang                    |
| 03   | 03   | Prefectura autónoma kazaja de Ilí              | 伊犁哈萨克自治州       | Yīlí Hāsàkè Zìzhìzhōu               | Kazajo                  | 3 880 000        | 273 200    | Yining              | Xinjiang                    |
| 15   | 29   | Prefectura autónoma dai y jingpo de Dehong     | 德宏傣族景颇族自治州   | Déhóng Dǎizú Jǐngpōzú Zìzhìzhōu     | Dai y jingpo            | 1 082 600        | 11 526     | Luxi                | Yunnan                      |
| 21   | 28   | Prefectura autónoma lisu de Nujiang            | 怒江傈僳族自治州       | Nùjiāng Lìsùzú Zìzhìzhōu            | Lisu                    | 491 824          | 14 703     | Condado de Lushui   | Yunnan                      |
| 25   | 23   | Prefectura autónoma tibetana de Dêqên          | 迪庆藏族自治州         | Díqìng Zàngzú Zìzhìzhōu             | Tibetana                | 353 518          | 23 870     | Shangri-La          | Yunnan                      |
| 09   | 18   | Prefectura autónoma bai de Dali                | 大理白族自治州         | Dàlǐ Báizú Zìzhìzhōu                | Bai                     | 3 296 552        | 29 459     | Dali                | Yunnan                      |
| 11   | 19   | Prefectura autónoma yi de Chuxiong             | 楚雄彝族自治州         | Chǔxióng Yízú Zìzhìzhōu             | Yi                      | 2 542 530        | 29 256     | Chuxiong            | Yunnan                      |
| 02   | 15   | Prefectura autónoma hani y yi de Honghe        | 红河哈尼族彝族自治州   | Hónghé Hānízú Yízú Zìzhìzhōu        | Hani y Yi               | 4 130 463        | 32 929     | Condado de Mengzi   | Yunnan                      |
| 08   | 16   | Prefectura autónoma zhuang y miao de Wenshan   | 文山壮族苗族自治州     | Wenshān Zhuàngzú Miáozú Zìzhìzhōu   | Miao y zhuang           | 3 320 000        | 32 239     | Condado de Wenshan  | Yunnan                      |
| 17   | 24   | Prefectura autónoma dai de Xishuangbanna       | 西双版纳傣族自治州     | Xīshuāngbǎnnà Dǎizú Zìzhìzhōu       | Dai                     | 993 397          | 19 724     | Jinghong            | Yunnan                      |